# Picsel
Picsel UK Ltdとは携帯電話やタブレットといった携帯機器対応製品を開発しているソフトウェア会社である。携帯機器上でドキュメントを閲覧、編集するためのPicsel Smart Officeなどのオフィススイートやモバイルブラウザ、ユーザーインターフェース開発ツールを開発している。

## 概要
Picselの主要戦略はクロスプラットフォーム互換、ユーザビリティ、グラフィックパフォーマンス、オフィスドキュメント互換である。
2003年にEuropean IST Grand Prizeを受賞、またビジネスポテンシャルが称賛されRed Herring誌の過去の10年間のGlobal 100にも選出された。2008年にはQueen's Awards for Enterpriseも受賞した。2001年にはPicsel Smart Office 1.9がWebOSのBest Productivity Appを受賞。Smart Office Lite（無料）やPicsel Smart Office 2はAndroid、iOS、BlackBerryで利用可能である。

## 製品
Picselのソフトウェアは発売以降600万以上売り上げており、サムスン電子、LGエレクトロニクスやシャープ、京セラ、富士通、ソニーモバイルコミュニケーションズ、NECカシオ モバイルコミュニケーションズなど主に日韓企業へOEM供給をしている。
Picsel Smart OfficeはiOS、Android、Symbian、Badaなどに対応している。2011年3月にアップデートされた1.5ではDropboxを通したクロスプラットフォームサポートに対応した。しかし、売り上げの多くは携帯機器へのプリインストールによるOEM共有で占めており、Samsung SGH-D600はPicsel製品がプリインストールされた携帯機器としてよく知られている。Picsel Smart Officeのバージョン1.9では新たにHP WebOS、Vodafone、Blackberry Playbook、Windows、Amazon.comに対応した。現在Picselの主力製品はPicsel Smart Office 2.0、Picsel File Viewer、Picsel Smart、Viewer、Xplatformである。

## 訴訟
2009年2月、Picsel Researchはアップルを特許侵害で提訴するために訴状を提出したが実際には訴訟に至らなかった。
2009年7月、Picsel Technologies Ltdが管理下に入り、人員削減が行われたのにもかかわらず取引は継続され、3ヶ月後当初のベテランマネジメントチームが企業に戻った。新生Picsel UK Ltdは同製品の開発販売を同社員で継続している。